# Албрехт IV фон Верденберг-Хайлигенберг
Албрехт IV/V фон Верденберг-Хайлигенберг (на немски: Albrecht IV/V von Werdenberg-Heiligenberg; † мекду 30 юли 1416 и 4 май 1418) от странична линия на род Верденберги е граф на Верденберг и Хайлигенберг.

## Биография
Той е вторият син на граф Албрехт II фон Верденберг-Хайлигенберг († 1371/1373) и втората му съпруга бургграфиня Агнес фон Нюрнберг († 1363) от род Хоенцолерн, вдовица на граф Бертхолд IV фон Нойфен-Марщетен-Грайзбах († 1342), дъщеря на бургграф Фридрих IV фон Цолерн-Нюрнберг († 1332) и Маргарета от Каринтия († 1348).
Брат е на Албрехт III фон Верденберг-Хайлигенберг-Блуденц/IV († 1420), последният граф на Блуденц, и Хайнрих IV фон Верденберг-Хайлигенберг-Райнек/VI († 1392/1393), граф на Верденберг-Хайлигенберг-Райнек. Полубрат е на Хуго IV фон Верденберг-Райнег († 1390), граф на Верденберг-Райнег. Сестра му Катарина фон Верденберг († сл. 1397) е омъжена за граф Дитхелм VI фон Тогенбург († 1385) и след това за граф Хайнрих III фон Верденберг-Зарганс-Фадуц († 1397).
Четиримата братя разделят наследството през 1377/1378 и 1387 г. и основават четирите странични линии: Верденберг, Райнек, Блуденц и Хайлигенберг. През 1402 г. те залагат графството Верденберг на графовете на Монфор-Тетнанг.
Албрехт IV, който получава Хайлигенберг, Вартау и Фройденберг, остава бездетен. През 1395 г. той се бие при своя племенник и наследник Рудолф II и губи. След като загубва Вартау и Фройденберг, той маха Рудолф II като свой наследник, понеже той е съюзен с Апенцелерите. През 1413 г. той продава Хайлигенберг на Хабсбургите.

## Фамилия
Албрехт IV фон Верденберг-Хайлигенберг се жени пр. 1336 г. за Агнес фон Монфор-(Тостерс) († 30 март сл. 1394), вдовица на граф Конрад фон Монфор-Брегенц († 20 декември 1387), дъщеря на граф Хуго VI фон Монфор-Фелдкирх (1310 – 1359) и Берта фон Кирхберг († 1371). Бракът е бездетен. Нейната сестра Анна фон Монфор († 1379) е омъжена за брат му граф Хайнрих IV фон Верденберг-Хайлигенберг-Райнек и са родители на граф Рудолф II фон Верденберг-Райнек († 1421), женен пр. 3 май 1399 г. за графиня Беатрикс фон Фюрстенберг († 1433).

## Галерия
- Дворец Верденберг
- Замък Вартау
- Дворец Хайлигенберг